# Christian Geßner
Christian Geßner (Alemania, 16 de junio de 1963) es un nadador alemán retirado especializado en pruebas de cuatro estilos, donde consiguió ser medallista de bronce mundial en 1991 en los 200 metros estilos.

## Carrera deportiva
En el Campeonato Mundial de Natación de 1991 celebrado en Perth (Australia), ganó la medalla de bronce en los 200 metros estilos, con un tiempo de 2:02.36 segundos, tras el húngaro Tamás Darnyi  (oro con 1:59.36 segundos) y el estadounidense Eric Namesnik  (plata con 2:01.98 segundos).